# Станевич Євстафій Іванович
Євста́фій (Єпифаній) Іва́нович Стане́вич (1775—1835) — письменник та філософ часів Російської імперії, директор училищ в Курській губернії.

## Короткий життєпис
За походженням грек, у віці 15 років залишився круглим сиротою та без засобів на існування. Завдяки допомозі знайомих закінчив навчання в Московському комерційному училищі, 1801 року поступив на службу в Петербурзі, канцелярія державного казначейства. 1804 року вийшла друком його збірка «Зібрання творів у віршах та прозі», в якій прослідковувалася симпатія до ідей Олександра Шишкова та неприязнь до карамзінізму. За відсутність поетичного дару збірку Станевича критикували Михайло Каченовський та Олександр Воєйков.
1808 року у відповідь на критику Станевич випускає «Спосіб розглядати книги та міркувати про них» та «Роздуми про російську мову» — про неї Яків Грот зауващив, що вона містила багато правильних думок — з огляду на межі тодішніх філологічних понять. У тому ж часі вийшла друком книжка «Роздуми про законодавство взагалі». Входив до складу «Бесіди аматорів російського слова», дієво співпрацював з ним, за що був підданий критиці з боку членів гуртка «Арзамас»; співпрацював з видавництвом «Улей» Василя Анастасевича. Того часу Станевич по запрошенню Олександра Шишкова займав посаду помічника директора державного адміралтейського департаменту морського міністерства.
1816 року прийнятий на службу в канцелярію по прийняттю прохань на імператорське ім'я, якою завідував статс-секретар Петро Кікін. В тогочасному суспільстві існувало захполення містицизмом, смерть дочки Кікіна стала поштовхом до письмових роздумів Станевича для богословських роздумів про життя церкви та загробне життя та розвінчувань тверджень містиків. 1818 року виходить друком його книга «Бесіда над труною немовляти про безсмертя душі, лише толі втішне, коли істина його утверджується на точному вченні віри та церкви», в ній критикувалися поширені того часу захоплення, прихильником яких був і імператор, про деяких представників містичної течії Станевич писав різко. За випуск книги постраждав цензор, ректор Петербурзької духовної семінарії архімандрит Іннокентій, по вимозі обер-прокурора синоду князя Олександра Голіцина кілька разів допитаний, йому винесено догану. Під видом підвищення архімандрит Іннокентій призначений на єпископа Оренбурзького. Сама книга була заборонена після доповіді Голіцина Олександру I, конфіскована та спалена, Станевича за 24 години вислали із Петербурга.
Після закінчення часу захоплення містицизмом 1825 року книга знову була видана — за казенний кошт, з єдиного екземпляра, що збергіся — із зібрання митрополита Михайла (Десницького). Станевич того часу проживав у великій бідності на території сучасної України, йому було дозволено повернутися до Петербурга, призначений в департамент народної освіти чиновником для особливих доручень, тоді ж було виплачено платню за усі шість років немилості. В швидкому часі отримує посаду директора училищ Курської губернії, перебував на цій посаді до 1834 року, коли був представлений до звільнення по результатах ревізії. Від пропозиції обійняти посаду директора училища в Астрахані відмовився, пішов у відставку, поселився в Сумському повіті, де й помер 15 січня 1835 року.
1845 року Харківський університет придбав частину бібліотеки Станевича, в основному це були філософські твори здебільшого іноземними мовами — 500 творів, близько 800 томів, на багатьох від руки цензором написано «заборонено».

## Паліцинський період
Після звільнення зі служби у 1802 р., поселився в с. Низи (Сумський повіт Харківської губернії), в маєтку місцевого поміщика Кондратьєва, стає йому кумом. Дізнавшись, що поруч, у Попівці мешкає відомий слобожанський просвітник Олександр Паліцин, переселяється до нього. Стає як учнем Паліцина, так і активним учасником засідань літературно-мистецького гуртка Попівська академія. В тому часі (до лютого 1804 р.) Станевич займався складанням віршів та байок, перекладав з французької мови — «Сільський житель» («L'homme des champs») Жака Деліля та «Ландшафти або досвід сільської природи» Незай-Марнозія. Місцевий очільник дворянства Г. Р. Шидловський запрошує його навчати сина, хоча поміщицьке чадо виявилось нездатним до навчання, прожило недовге жалюгідне життя, котре закінчилось утопленням у маєтковому ставку. У 1808 р. Станевич знову відвідує Сумщину, до Паліцина не завітав, гостював у кума Кондратьєва в Низах.